# Spinello Aretino
Spinello Aretino (névváltozat: Spinello di Luca Spinelli, Arezzo, c. 1345 - Arezzo, c. 1410) itáliai festő, Niccolò D'Arezzo szobrász testvére, a késő gótikus festőiség első képviselője Firenzében.

## Életpályája
Firenzében tanult festeni Orcagna és Nardo di Gione műhelyében, e művészek szigorú, reprezentatív stílusát követte. Később Giotto és a Lorenzettiek hagyományainak hatása alatt felszabadult természetszemlélete és élénk, sokat kereső formaművészete, a 14. század végét jelző késő gótikus festőiséget vezette be Firenzébe. Főleg Frirenzében működött, de Toszkána számos más városában (Arezzo, Casentinó, Lucca, Pisa, Siena, stb.) is festett freskókat.
Művészete a mereven mozgó, szigorúan elrendezett alakoktól a gótikus, mozgalmasabb festőiség felé fejlődött. A történeti és elbeszélő jellegű témák sokrétű, találékony előadása jellemzi.
Szárnyas oltárai közül a legfontosabb a római Sta Maria Nouva részére 1385-ben készített triptichon, amely később a Siena melletti Monte Oliveto Maggióréba került, majd szárnyakra bontva múzeumokba. A bal oldali szárny, amely Szent Nemesius-t és Keresztelő Szent Jánost ábrázolja a budapesti Szépművészeti Múzeumba, a jobb oldali szárny az Amerikai Egyesült Államokba (Fogg Múzeum, Cambridge) került, a középső rész az oromképpel a sienai képtárban található. További jeles szárnyas oltárokat festett hagyományos, majd késő gótikus stílusban.
Egész sorozatokat festett a szentek életéről. Szent Benedek legendája című sorozatát 1386-87-ben festette meg firenzei San Miniato al Monte sekrestyéjében. Szent Katalin legendáját Antellában festette meg 1386-87 körül. Szent Ephesus és Potitus legendáját 1391-92-ben Pisában (Camposanto) festette meg. Sienában (Palazzo Pubblico) Barbarossa és III. Sándor pápa küzdelmét ábrázolta, ez utóbbi kapcsán egy tengeri ütközetet is megjelenített.
Fia, Parri Spinelli a késő gótikus vonalromantika mesterévé vált.

## Galéria

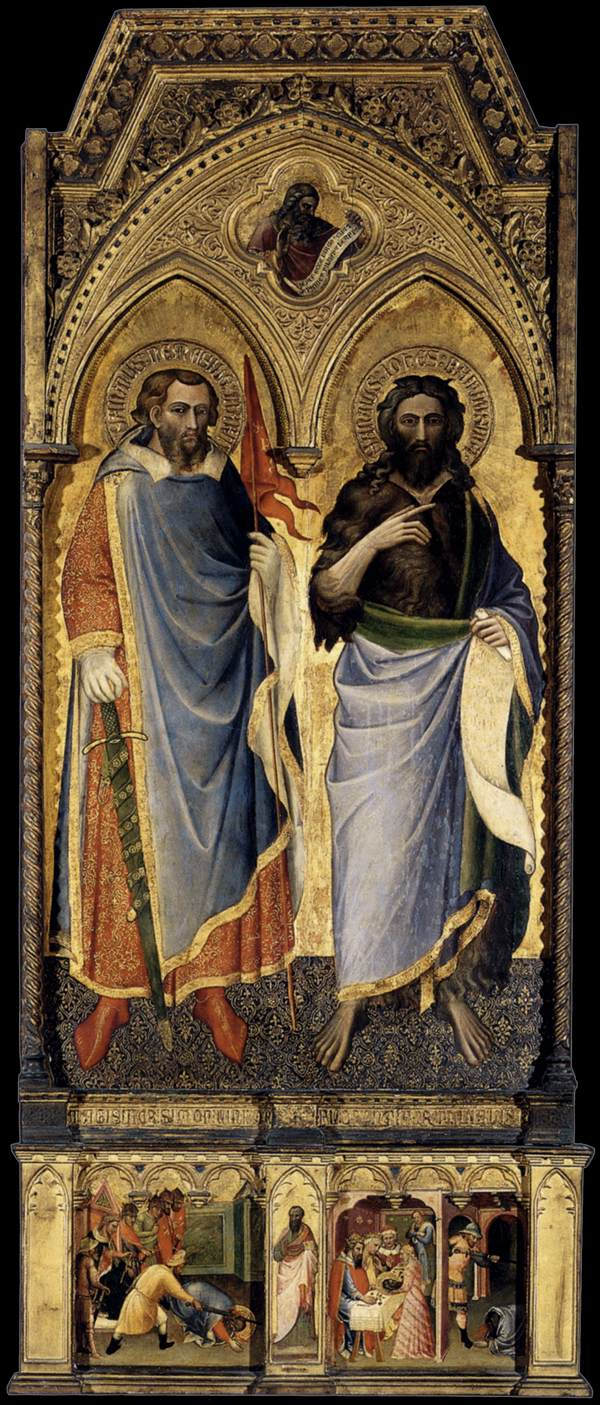
Szárnyas oltár (triptichon) bal oldali szárnya (1385, Szent Nemesius és Keresztelő Szent János ábrázolása)
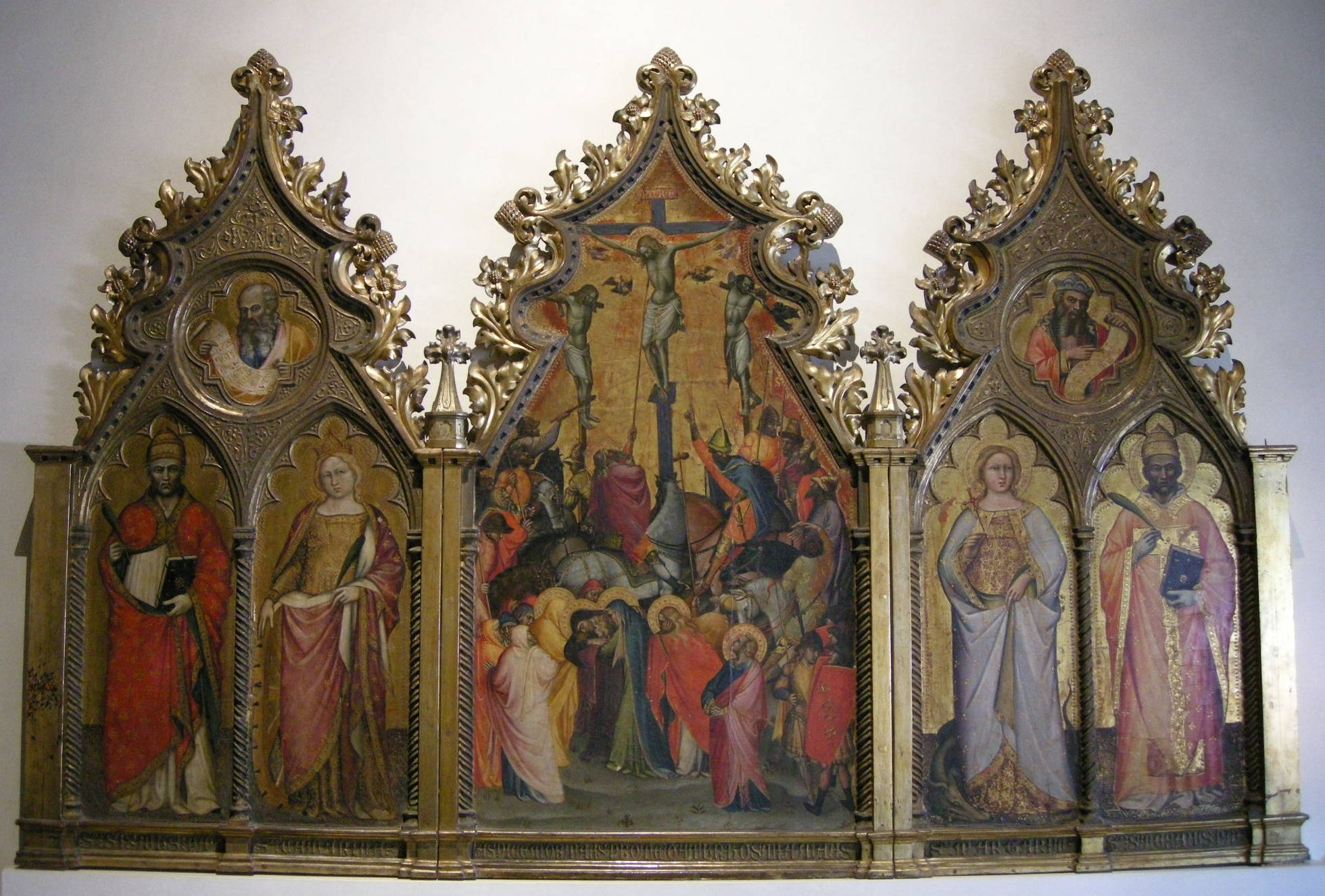
Triptichon, középső kép kereszrefeszítés (1395-1400)
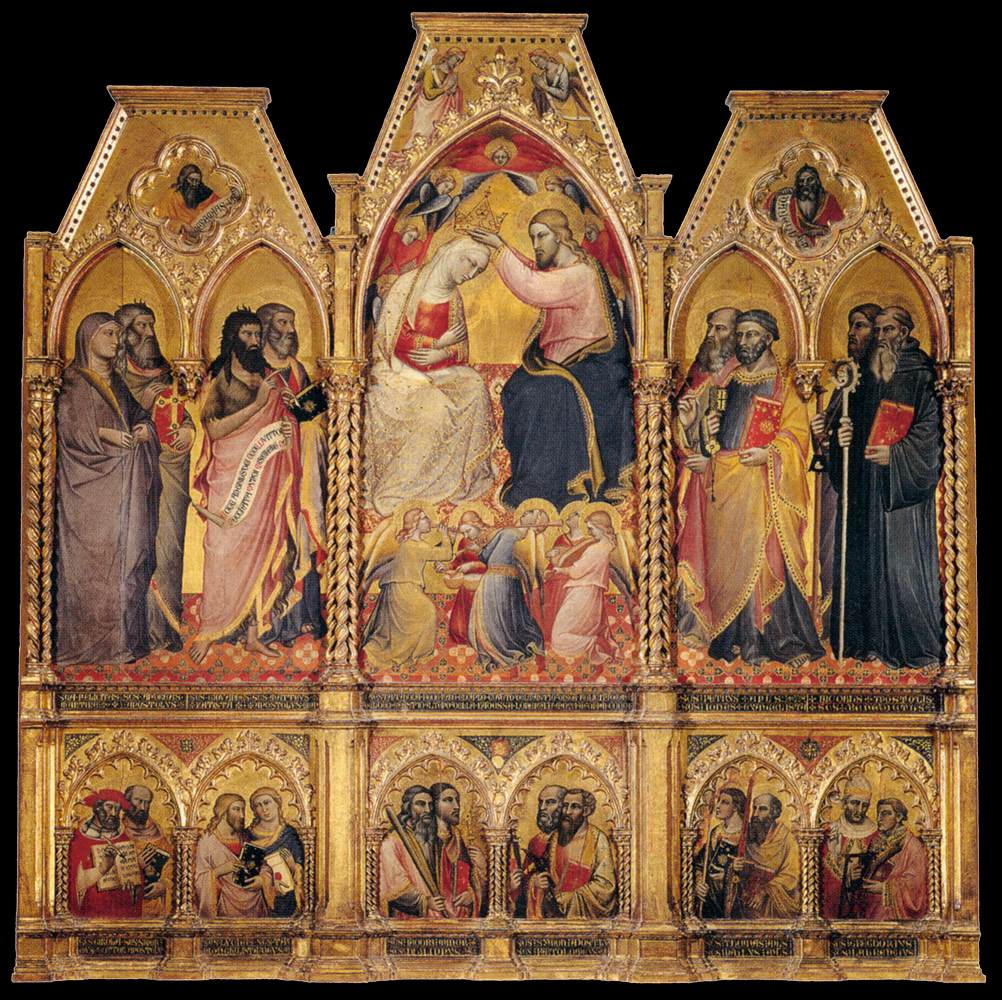
Triptichon, középen Mária megkoronázása (1401, tempera arany táblán)
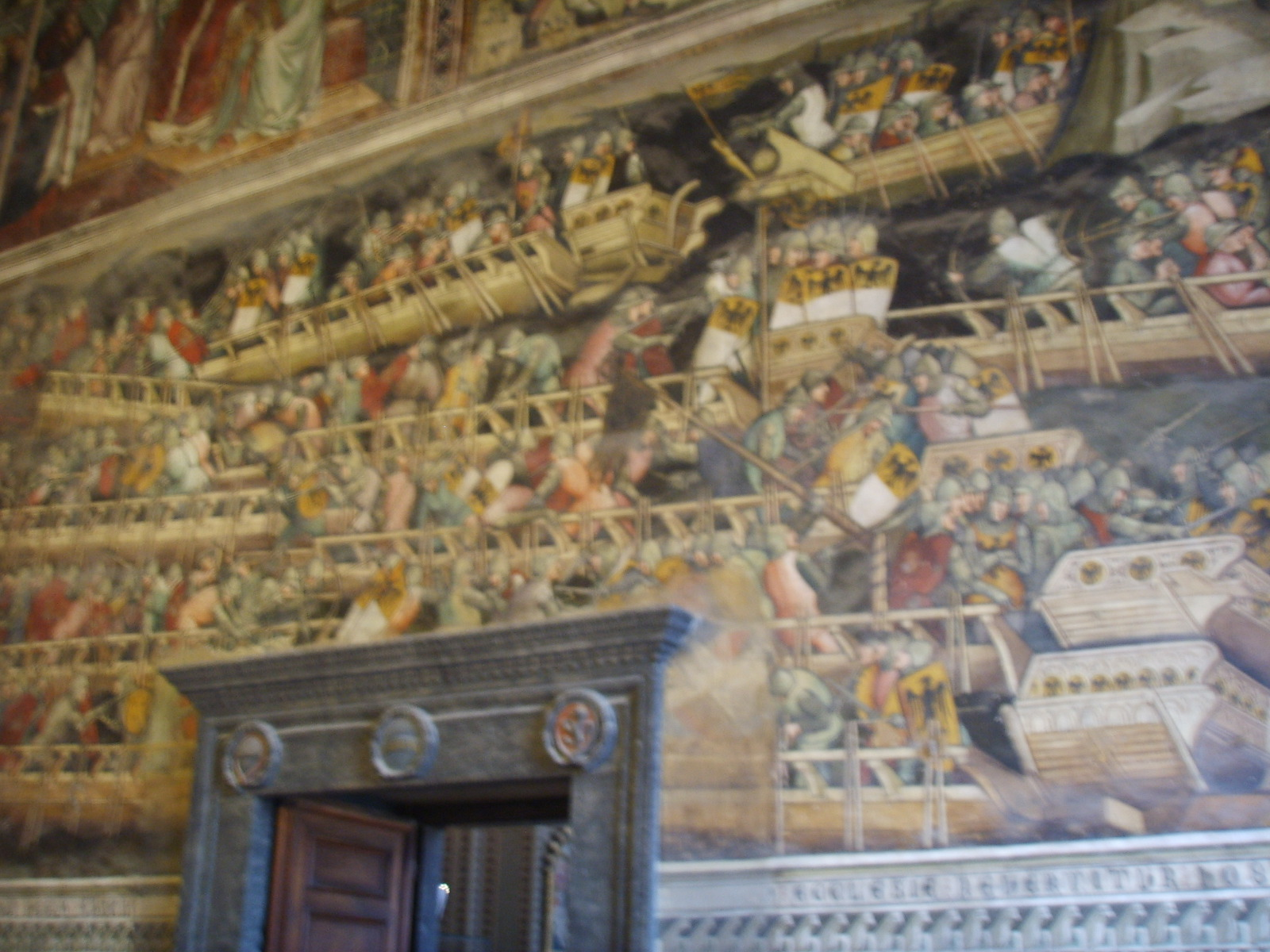
Tengeri ütközet (1392 után, freskó, Siena, Palazzo Pubblico)